# سعید علی‌حسینی
سعید علی‌حسینی (زادهٔ ۱۲ بهمن ۱۳۶۶ در اردبیل) یک وزنه‌بردار ملی‌پوش ایرانی است.
او دانشجوی دکتری فیزیولوژی ورزشی است. الگوی او برای بازگشت دوباره به عرصه حرفه‌ای ورزش، جاستین گاتلین، دونده سرشناس آمریکایی است که پس از بازگشت از محرومیت بر اوسین بولت جامائیکایی غلبه کرد و به قهرمانی مسابقات جهانی دوومیدانی لندن در سال ۲۰۱۷ رسید.
سعید علی در حال حاضر، دانشجوی دکتری فیزیولوژی ورزشی دانشگاه محقق اردبیلی می‌باشد. از وی چندین مقاله و کتاب به چاپ رسیده است.

## اتهام دوپینگ و بازگشت به وزنه‌برداری
پس از اعلام دوپینگ و اعتراض‌های مستمر او، سرانجام در آبان ۸۹ فدراسیون جهانی وزنه‌برداری پس از یک سال بررسی پرونده این ورزشکار او را برای همیشه از شرکت در مسابقات وزنه‌برداری در تمامی سطوح محروم کرد. او در واکنش به این رای دوباره بر بی‌گناهی خود تأکید کرد و این اتهام را نتیجه دسیسه دشمنانش و رای فدراسیون جهانی وزنه‌برداری را نیز در نتیجه عدم پیگری حقش از طرف فدراسیون وزنه‌برداری ایران دانست، همچنین او در یک مصاحبه تلویزیونی عاملین دوپینگ خود را نام برد که در این بین نام یکی از سرشناس‌ترین وزنه‌برداران جهان حسین رضازاده را نیز ذکر کرد.
سعید علی حسینی نسبت به حکم فدراسیون بین‌المللی وزنه‌برداری به دادگاه عالی ورزش شکایت کرد. بر اساس قوانین جدید، در خرداد ۱۳۹۵ اعلام شد که محرومیت علی‌حسینی به پایان رسیده و او می‌تواند از سال ۲۰۱۷ در مسابقات رسمی شرکت کند.

## دعوت به اردوی تیم ملی در بابلسر
او پس از اتمام دوره محرومیت در ۳ آبان ۱۳۹۶ در اردوی بابلسر توانست ۲۱۰ کیلوگرم در یک ضرب و ۲۵۳ کیلوگرم در دو ضرب و در مجموع ۴۶۳ کیلوگرم را بالای سر ببرد. رکورد او بالاتر از رکورد ۴۶۱ کیلوگرمی بهداد سلیمی بود.

## مسابقات قهرمانی جهان سال ۲۰۱۷
سعید علی‌حسینی در حرکت یک‌ضرب با مهار وزنه ۲۰۳ کیلوگرم به مدال برنز دست یافت، در حرکت دوضرب ابتدا وزنه ۲۳۶ کیلویی را بالای سر برد و در دومین حرکت وزنه ۲۴۳ کیلویی را بالای سر برد و در سومین انتخاب خود وزنه ۲۵۱ کیلوگرم را مهار کرد و مدال برنز دو ضرب هم تصاحب کرد. علی‌حسینی با مجموع ۴۵۴ کیلوگرم به مدال نقره مجموع رسید. بنا بر این سعید علی‌حسینی در مسابقات قهرمانی ۲۰۱۷ جهان، دو مدال برنز و یک مدال نقره گرفت و در مجموع نائب‌قهرمان شد.
او به پرسش خبرنگار ایسنا که در زمان اهدا مدال به چه چیزی فکر می‌کرد این‌گونه جواب داد که: «روزهایی که می‌توانستم باشم و نبودم و اتفاقاتی که افتاده بود؛ هر چیزی که هشت سال به آن فکر کرده بودم از جلوی چشمانم رد شد.»

## عناوین قهرمانی کسب شده
- مدال طلای نوجوانان آسیا سال ۲۰۰۳ اندونزی
- مدال طلای نوجوانان آسیا سال ۲۰۰۴ تایلند
- مدال طلای جوانان جهان سال ۲۰۰۶ چین
- مدال طلای جوانان جهان سال ۲۰۰۸ کره جنوبی
- مدال طلای جوانان باشگاه‌های آسیا سال ۲۰۰۶ ازبکستان
- مدال طلای بزرگسالان آسیا سال ۲۰۰۸ کره جنوبی
- رکورد دار جوانان جهان سال ۲۰۰۸
- مدال نقره قهرمانی جهان سال ۲۰۱۷ آمریکا
- مدال نقره بازی‌های آسیایی جاکارتا ۲۰۱۸

## نتایج
| سال                                   | مکان                        | وزن          | یک‌ضرب (کیلوگرم) | یک‌ضرب (کیلوگرم) | یک‌ضرب (کیلوگرم) | یک‌ضرب (کیلوگرم) | دوضرب (کیلوگرم) | دوضرب (کیلوگرم) | دوضرب (کیلوگرم) | دوضرب (کیلوگرم) | مجموع        | رتبه         |
| سال                                   | مکان                        | وزن          | ۱               | ۲               | ۳               | رتبه            | ۱               | ۲               | ۳               | رتبه            | مجموع        | رتبه         |
| قهرمانی جهان                          | قهرمانی جهان                | قهرمانی جهان | قهرمانی جهان    | قهرمانی جهان    | قهرمانی جهان    | قهرمانی جهان    | قهرمانی جهان    | قهرمانی جهان    | قهرمانی جهان    | قهرمانی جهان    | قهرمانی جهان | قهرمانی جهان |
| ------------------------------------- | --------------------------- | ------------ | --------------- | --------------- | --------------- | --------------- | --------------- | --------------- | --------------- | --------------- | ------------ | ------------ |
| ۲۰۱۷                                  | آناهیم، ایالات متحده آمریکا | +105 kg      | 203             | 203             | ۲۰۳             | 3               | ۲۳۶             | ۲۴۳             | ۲۵۱             | 3               | ۴۵۴          | 2            |
| بازی‌های آسیایی                        |                             |              |                 |                 |                 |                 |                 |                 |                 |                 |              |              |
| ۲۰۱۸                                  | جاکارتا، اندونزی            | +105 kg      | 201             | ۲۰۱             | ۲۰۸             | ۱               | ۲۴۰             | ۲۴۸             | 254             | ۳               | ۴۵۶          | 2            |
| قهرمانی آسیا                          |                             |              |                 |                 |                 |                 |                 |                 |                 |                 |              |              |
| ۲۰۰۵                                  | دبی، امارات متحده عربی      | +۱۰۵ کیلوگرم | ۱۷۱             |                 |                 | ۵               |                 |                 |                 |                 | --           | --           |
| Asian Inter Clubs Championship        |                             |              |                 |                 |                 |                 |                 |                 |                 |                 |              |              |
| ۲۰۰۸                                  | گویانگ، کره جنوبی           | +۱۰۵ کیلوگرم | ۲۰۰             |                 |                 | 1               | ۲۴۲             |                 |                 | 1               | ۴۴۲          | 1            |
| World Junior Championships            |                             |              |                 |                 |                 |                 |                 |                 |                 |                 |              |              |
| ۲۰۰۶                                  | هانگژو، چین                 | ۱۰۵ کیلوگرم  | ۱۷۵             | ۱۸۰             | ۱۸۱             | 2               | ۲۱۱             | ۲۱۵             | --              | 2               | ۳۹۶          | 1            |
| Asian Junior Championships            |                             |              |                 |                 |                 |                 |                 |                 |                 |                 |              |              |
| ۲۰۰۸                                  | جئونجو، کره جنوبی           | +۱۰۵ کیلوگرم | ۲۰۶             |                 |                 | 1               | ۲۴۵             |                 |                 | 1               | ۴۵۱          | 1            |
| Asian Junior Inter Clubs Championship |                             |              |                 |                 |                 |                 |                 |                 |                 |                 |              |              |
| ۲۰۰۶                                  | تاشکند، ازبکستان            | +۱۰۵ کیلوگرم | ۱۷۵             |                 |                 | 1               | ۲۰۰             |                 |                 | 1               | ۳۷۵          | 1            |
| ۲۰۰۸                                  | گویانگ، کره جنوبی           | +۱۰۵ کیلوگرم | ۲۰۵             |                 |                 | 1               | ۲۴۱             |                 |                 | 1               | ۴۴۶          | 1            |